# 普魯士國民議會
普魯士國民議會（德語：reußische Nationalversammlung）于1848年革命后诞生，其任务是为普鲁士起草宪法。 它是在柏林音乐学院（后来的高尔基剧院）中召开。 1848年11月5日，普鲁士政府下令将普鲁士国民议会驱逐到哈弗尔河畔勃兰登堡，并于1848年12月5日被皇家法令解散。其继承机构为普鲁士议会。